# Gisenyi

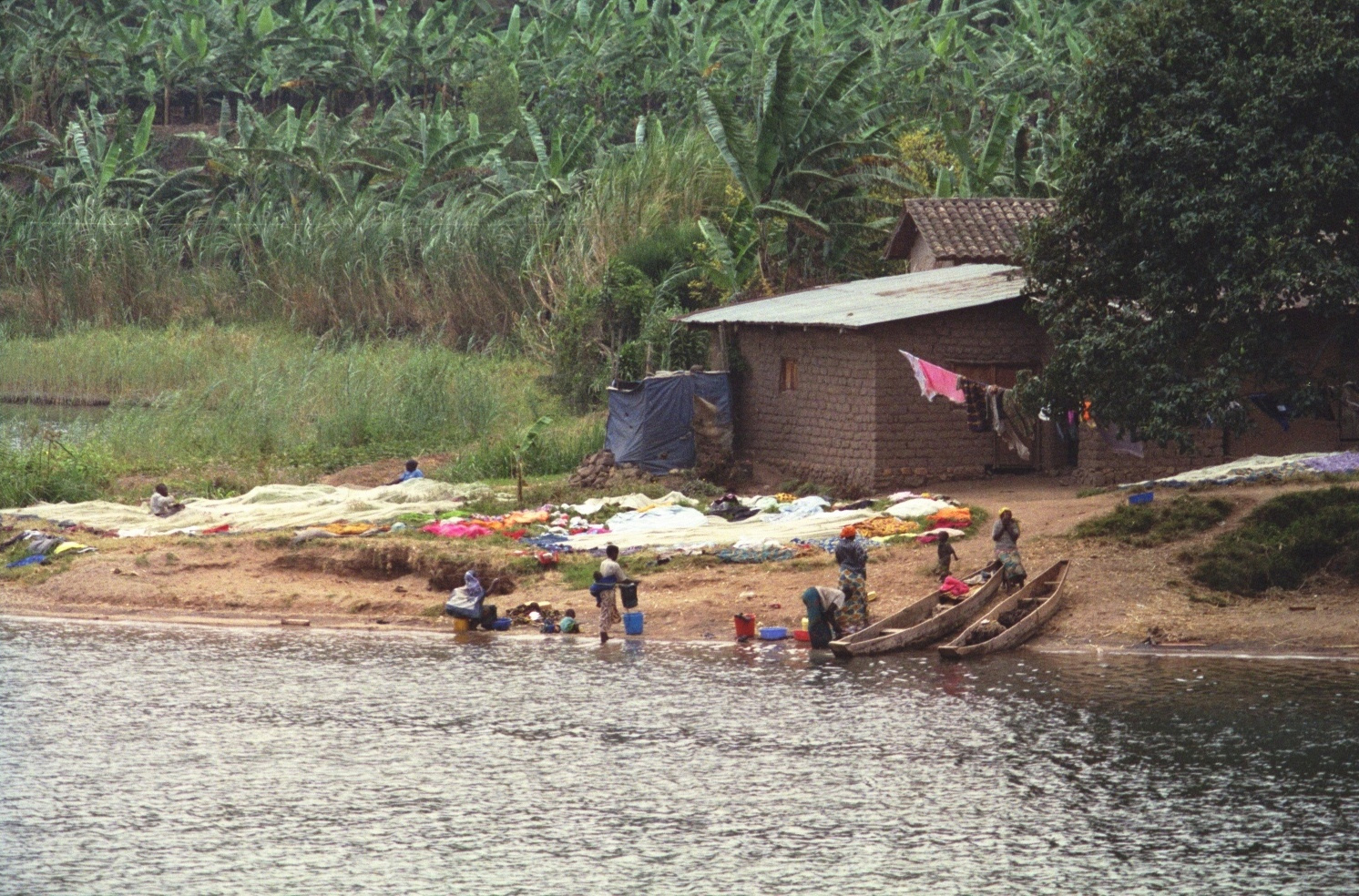
Costa del lago Kivu

Gisenyi, storicamente nota come Kisenyi, è un settore (imirenge) del Ruanda, parte della Provincia Occidentale e del distretto di Rubavu. Si trova a ridosso del confine con la Repubblica Democratica del Congo; la città congolese di Goma, dalla parte opposta del confine, è contigua a Gisenyi. La città è nota come attrazione turistica, per via delle spiagge sabbiose sul lago Kivu e delle strutture per gli sport acquatici.
La parte settentrionale della costa del Kivu, condivisa da Gisenyi e Goma, è caratterizzata da strutture di origine lavica prodotte dalle passate eruzioni del vicino vulcano Nyiragongo. L'ultima eruzione, nel 2002, distrusse parte di Goma, ma non danneggiò Gisenyi.
Nella città si trova anche l'unico birrificio del Ruanda, Bralirwa, che produce diversi marchi di birra locali (come Primus e Mutzig) ma che opera anche per marchi internazionali come Amstel e Guinness. Nello stesso stabilimento si producono anche diverse bibite della Coca Cola Company.
Durante il genocidio del Ruanda Gisenyi ospitò per qualche tempo il governo provvisorio del paese.